# Ріхард Ярий

Зліва праворуч. Стоять: Євген Коновалець, невідома, Зенон Кузеля, Ольга Кузеля, Ольга Коновалець, Омелян Сеник, Ріхард Ярий, Степан Федак-молодший. Сидять: невідома, Юліан Головінський, Ольга Яра. Берлін 1927 рік.

Перший Конґрес Українських Націоналістів у Відні, 1929 рік. Сидять зліва направо 1 ряд: Юліан Вассиян, Дмитро Андрієвський, Микола Капустянський, Євген Коновалець, Микола Сціборський, Яків Моралевич, Володимир Мартинець, Микола Вікул. Стоять зліва направо 2 ряд: Іван Малько, Осип Бойдуник, Максим Загривний, Євген Зиблікевич, Петро Кожевників, Дмитро Демчук, Леонід Костарів, Олесь Бабій, Ріко Ярий, Михайло Антоненко, Зенон Пеленський. Стоять зліва направо 3 ряд : Юрій Руденко, Ярослав Барановський, Степан Охримович, Степан Ленкавський, Андрій Федина, Ярослав Герасимович, Теофіл Пасічник-Тарнавський, Олександр Згорлякевич

Ріхард (Ріко) Ярий (нім. Richard Jary, 14 квітня 1898, м. Ряшів, нині Польща — 20 травня 1969, Австрія) — австрійський та український військовий і політичний діяч, один із провідних діячів ОУН.

## Життєпис
Ріхард Франциск Маріан Ярий (Jary) народився 14 квітня 1898 у Ряшеві (тепер на території Польщі), охрещений 1 травня цього ж року. У документах різного часу спостерігається різнобій у написанні його прізвища (Jary, Jarry, Jaryj, Ярий, Яри, Ярі, Яру, Ярес, Яррі, Яарі). Сам Р. Ярий, не маючи для цього підстав, переважно в документах на німецькій мові, додавав до свого прізвища приставку "фон" (von). Підписувався він «Ріко», а також псевдонімом «Карпат». У листуванні УВО і ОУН його називають «сотником» і «Рітмайстером».
Однак, не можна стверджувати однозначно, що людина, відома під ім'ям Ріхард Ярий, дійсно була народжена під цим ім'ям.

### Походження
Згідно із дослідженням історика Олександра Кучерука:
| Його батько — Франц Йосиф Іван Яри, мати — Марія Поллак. Батько народився у Моравії в місті Уніков, за іншими даними, народився в місті Куїново. Про батька відомо, що він служив у 17-му піхотному полку австрійської армії, який на час народження Ріхарда був розквартирований у Ряшеві, де й народився його син. Незадовго до початку Першої світової війни він вийшов на пенсію у званні майора і оселився в Остраві. Пізніше жив в Ясеніці. Дід Ріхарда - Вацлав Яри був одружений з Францискою Грубе. Про матір - Марію Поллак нічого не відомо.[1] |
ПУН (А. Мельника) у виданні під назвою «Чорна книга бунту» вважав його «чесько-жидівським мішанцем».
Дружина Р. Ярого — Ольга (Рейзель) Шпільфогель — народилася в єврейській родині 29 жовтня 1896 року в Перемишлянах. Щоб не підкорятися правилам єврейського кагалу, втекла з родини, і батьки під тиском громади відмовилися від неї. У 1922 вона прийняла християнство у Стрию під іменем Ельза (Ольга). 

### Військова служба
Після переїзду сім'ї до Острави Ріхард навчався в реальному училищі. У вересні 1914 року він повинен був перейти в 7 клас, але під впливом патріотичної військової агітації в зв'язку з початком Першої світової війни вступив до військово-технічного училища в Медлінгу під Віднем, де пройшов військове навчання за скороченою програмою. У 1916 р. закінчив Військову Академію у Вінер-Нойштадті та у ранзі поручника був приділений до 9 полку драгунів у Коломиї,  потім у званні лейтенанта служив у 46-му саперному батальйоні. 17.01.1917 року отримав чергове звання обер-лейтенанта. 
Демобілізований 13.02.1919 року. У тому ж році записався в Українську Галицьку Армію (УГА) в званні поручика. 1918 року в ранзі сотника в УГА — командант 2/III саперної сотні в Стрию, а згодом командант 2-го кінного полку Кінної бригади. Отримавши під командування саперну сотню, в складі 2-ї Коломийської бригади брав участь в боях під Львовом. Під час відступу УГА з-під Львова, підривав мости після проходу відступаючих частин. Його товариш по службі Л. Шанковський дав таку характеристику Ярому: судетський німець, розважливий і холоднокровний, вимогливий, суворий, але справедливий командир, який користувався довірою командування і солдатів.
В кінці травня 1919 його сотня провела операцію по підриву залізничних мостів через Дністер біля Єзуполя і Галича. 26.07.1919 року Ярий отримав звання сотника і в складі недоукомплектованою бригади, що несла гарнізонну службу, перебував у Вінниці. На початку 1920 року в складі бригади разом з 3-м Галицьким корпусом був переведений на Херсонщину. У квітні 1920 року внаслідок угоди з командуванням Червоної Армії УГА перейшла на бік більшовиків і частина, в якій служив Ярий, стала підрозділом Червоної Української Галицької Армії.
Ярий став командиром 2-го дивізіону 3-го Червоного галицького кінного полку. 6.04.1920 року 3-й полк разом з Чорноморським полком Червоної армії підняв заколот проти більшовиків і приєднався до армії УНР. Незабаром полк взяв участь у Зимовому поході в тилу Червоної Армії, пройшовши з боями понад 400 км. Брав участь у розгромі 14-ї армії більшовиків. Після реорганізації підрозділу Ярий командував 2-м кінним полком в 5-й Херсонській дивізії армії УНР. 
Під час наступу Червоної Армії влітку 1920 року дивізія з боями відступила від Ямполя за Збруч і далі до Дністра, переправившись на його правий берег. Підрозділ, де служив Ярий квартирував біля Городенки. У середині серпня 1920 на секретній нараді командирів запасної бригади, що входила до складу 5-ї Херсонської дивізії за участю Ярого було вирішено залишити фронт і піти через кордон до Чехословаччини. Перейшовши через Карпати, на кордоні бригада провела прощальний парад, після чого військове майно, крім коней, було розділено між солдатами та місцевими жителями. 31.08.1920 року, дійшовши до першого населеного пункту на словацькій землі, галичани склали зброю. Потягом через Чоп вони були перевезені в табір для інтернованих в Ліберці (Судети). Деякий час Ярий був комендантом станиці інтернованих кіннотників в Ужгороді.
На підставі висновків слідчої комісії Головний Отаман УНР С. Петлюра 30.10.1920 року видав наказ Ч.087, що виключав групу командирів 5-й Херсонської дивізії, в тому числі і Ярого, як дезертирів з армії УНР, позбавивши їх усіх цивільних прав і оголосивши поза законом. Таким чином, Ярий як дезертир, підлягав військово-польового суду і йому загрожував смертний вирок.
Ті, хто особисто знав Ярого в 20-х роках, давали йому таку характеристику: високого зросту, нормальної статури, обличчя повне, голене, носить пенсне, лисий, вираз обличчя - зарозумілий, манери військовослужбовця, навіть в цивільному одязі створював враження військового, добре говорив німецькою мовою, українською говорив з акцентом, не знаходячи українських слів, часто вживав словосполучення «і так далі».

### Діяч ОУН
Перебуваючи в таборі для інтернованих осіб, Ярий почав співпрацювати з полковником Є. Коновальцем, який мав намір сформувати з галичан бригаду і перекинути її в Україну для участі в бойових діях. Однак, січні 1921 року всіх, хто знаходився в Ліберецькому таборі перевели в інший табір, в Йозефів, і створили з полонених робочі загони, які використовувалися для охорони різних господарських і залізничних об'єктів, проведення ремонтних та будівельних робіт в Ужгороді, Празі, Братиславі та інших місцях. Ярий, який володів чеською, польською та українською мовами, отримав під свою команду сотню робітників у м. Кошиці, і займався будівельними роботами в Закарпатті. В цей же період, коли почали створюватися первинні осередки підпільної військової організації (УВО), Ярий активно контактував з її членами і з ініціативи Коновальця був прийнятий в організацію. Він відповідав за бойову техніку, забезпечення озброєнням і бойове оснащенням членів УВО.  У лютому 1922 Ярий зареєстрував шлюб з Ольгою Шпільфогель в Ужгороді. Припускають, що саме витрати на оформлення шлюбу і весілля змусили Ярого зайнятися спекуляцією кіньми, що залишилися після розформування його полку, і в Яблонецькому таборі його за ці дії віддали під військовий суд. Оскільки в 1923 році табору були розформовані і суд ліквідовано, справу щодо службового злочину Ярого було припинено. Після ліквідації таборів він з дружиною виїхав до Німеччини. Тут він виконував функції представника УВО і зв'язкового між керівництвом організації та Абвером. Був активним членом УВО, а згодом й ОУН, учасник її Віденського конгресу 1929 р. Був посередником між німецькою розвідкою і ОУН. Від 1937 зв'язковий полковника Євгена Коновальця до адмірала В. Канаріса, шефа Абверу Німеччини. 1941 року — організатор групи «Роланд» в Дружині Українських Націоналістів (ДУН). У розламі ОУН, в організації якого взяв активну участь, став по стороні С. Бандери.
Мав відмінні від Євгена Коновальця погляди щодо ролі молоді в ОУН.
У зв'язку з передачею контактів з УВО Кенігсберзькому відділення Абверу, Ярий переїхав до Кенігсбергу, продовжуючи виконувати функції зв'язкового між Абвером і УВО. Він обзавівся корисними зв'язками у військовому міністерстві в Берліні. Через нього надходила фінансова допомога для УВО від німецьких спецслужб, яку ніхто, окрім Ярого, не контролював. Таким чином в руках Ярого сконцентрувалися функції, які значно підвищили його статус в УВО. Навесні 1926 року незадоволені цим особи з оточення Коновальця ініціювали фінансову перевірку Ярого. В. Кучабський і начальник розвідки УВО Осип Думін виявили багато порушень і навіть зловживання коштами організації з боку Ярого. Останній пояснив пропажу великої суми з каси нічним грабунком. Справа про недостачу передали на розгляд суду УВО. Думін наполягав на вині Ярого, але суд, під впливом Коновальця, не прийняв жодного рішення з цього питання. Думін тоді передав докладну інформацію в Рейхсвер, але німці також залишили її без наслідків. Ярий приймає на себе керівництво розвідувальною референтурою УВО, будучи вже референтом з військових питань, ставши фактично другою людиною в УВО після Є. Коновальця. 
Близький до Коновальця В. Мартинець, який постійно спілкувався з Ярим, пізніше писав, що останній не любив, коли його називали німцем, і хотів більше виглядати українцем, хоча українською мовою говорити правильно так і не навчився. Купивши будинок, облаштував його на німецький манер. В Україну їхати не хотів. Він умів добре вести справи з іноземцями, особливо з німцями в інтересах УВО, знаючи коли потрібно застосувати демагогію і вигадку, а коли хитрість і нахабство. У німецьких документах того періоду УВО, а потім і ОУН називали «групою Ярого-Коновальця». Мартинець зазначає німецьку педантичність, пунктуальність, особисту культуру, вихованість і ввічливість Ярого, роблячи висновок, що на посаді представника УВО в Німеччині йому не було альтернативи.

### Друга світова війна та повоєнний час

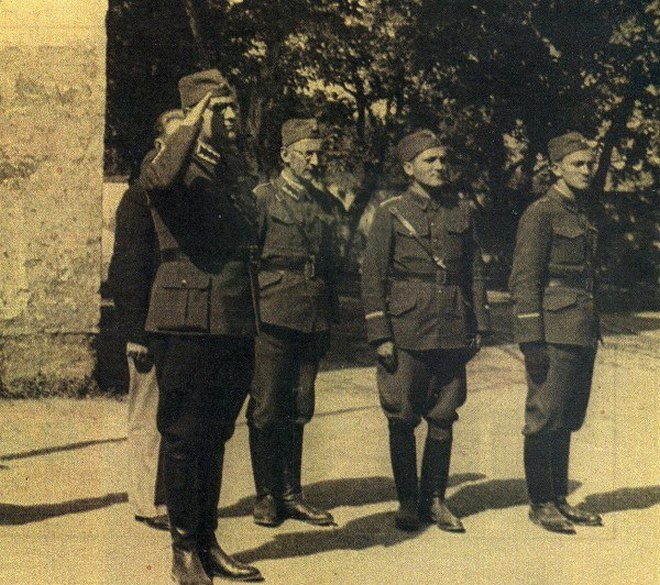
Зліва направо старшини батальйону «Роланд»: Ріко Ярий, Євген Побігущий, чотарі Омелян Герман-«Орлик» та Любомир Ортинський

30 листопада 1940 р. шеф гестапо Г. Мюллер хотів арештувати Р. Ярого як співробітника вбитого Є. Коновальця; цьому перешкодив адмірал В. Канаріс (з причин зовнішньої політики). В 1941 р. мав перемовини з керівниками вермахту (адміралом Канарісом і генералом Браухічем) від імені ОУН(б) в справі військової підготовки певної кількості членів ОУН, наслідком чого було створення Дружин українських націоналістів (батальйонів «Роланд» та «Нахтіґаль»). Провід Українських Націоналістів (А. Мельника) вважав його головним винуватцем розколу ОУН.
В червні 1941 р., після початку німецького вторгнення та окупації Західної України, Ярий виїхав до Львова, де розраховував отримати посаду військового міністра в українському уряді, але зрозумівши на місці, що створення уряду не підтримано німцями, спробував за допомогою митрополита УГКЦ Андрея Шептицького врегулювати ситуацію. Німці не погоджувалися на український уряд в будь-якій формі. Переконавшись, що на місці добитися нічого не можна, Ярий з групою оунівців їде в Польщу, в штаб Абверу «Валі II», де кілька годин веде переговори з представниками німецьких спецслужб. Після переговорів, які ні до чого не привели, він заявив оунівцям Явному і Стахову, що на цьому свою місію він вважає закінченою і їде до Відня, а потім в свій будинок в Земерінгу, в Малих Альпах. Відразу після цього він побував у Варшаві, де на нараді керівників ОУН(б) за участю С. Бандери детально пояснив ситуацію. На початку вересня 1941 року Бандера, Ярий, Стецько і Стахів знову зустрічаються з представниками німецьких спецслужб. Німці зажадали припинити політичну діяльність і відкласти вирішення питання про український уряд до закінчення війни. 16.09.1941 року разом з кількома командирами батальйону «Роланд» Ярий був заарештований гестапо за «український сепаратизм»; був звільнений через кілька тижнів і зобов'язався перебувати під домашнім арештом у Відні до кінця війни. Від поліційного нагляду був звільнений 15 лютого 1943 року, отримав право жити у власній посілості (маєтку) Ґастайль в районі Земмерінґу (північніше Ґрацу). 
Він продовжував вірити в необхідність тісної співпраці з німцями і сподівався, що в ході війни Гітлер змушений буде погодитися на створення української держави. Цю свою точку зору він довів до членів РПОУН(б).
Про те, чим займався Ярий у 1942-1945 рр., достовірних відомостей немає. Після окупації Австрії військами антигітлерівської коаліції в 1945 році справу Ярого розглядав австрійський народний суд, який виніс вердикт, що Ярий є «жертвою нацизму», підтвердження в правах на нерухомість і навіть компенсацію. Правда, свій маєток в Фалькензе під Берліном він втратив. У той же час у НКВС на нього було заведено розшукову справу як на фашистського посібника. Вона і до тепер зберігається в архіві СБУ в Києві, хоча її не видають для ознайомлення[джерело?] дослідникам. За наявними відомостями, Ярий був затриманий НКВС у Відні, допитаний і відпущений з умовою повного припинення політичної діяльності. Він проживав в радянській зоні окупації і його часто бачили на вулицях Віндернойштадта з радянськими офіцерами. Це дало підставу оунівцям запідозрити його у співпраці з радянськими спецслужбами. Б. Левицький, свідчення якого наводить у своїй книзі О. Кучерук, згадує, що одного разу радянський військовий патруль затримав його (Левицького) з дружиною у Відні і доправив до найближчого відділу окупаційної адміністрації. Під час допиту в кімнату зайшов Ярий, який переговорив про щось з радянськими службовцями і подружжя Левицьких було звільнено. Подібні контакти з Ярим в окупованій Австрії мали і інші особи. Після війни жив спочатку в Західній Австрії, а з 1951 року — у радянській окупаційній зоні.
По Другій світовій війні Ярий оселився в Глогніці, в маєтку площею понад 220 га., де займався господарством, створив конеферму і школу верхової їзди. Після смерті дружини Ольги (Ельзи), в 1964 році одружився з Ютте Коглер, фармацевтом, з якою прожив до самої смерті і яка успадкувала його майно. Помер Р. Ярий в лікарні Нойнкірхена 20.05.1969 року, на 71 році життя, і був похований на місцевому кладовищі за римсько-католицьким обрядом.
Після арешту 16 вересня 1941 р. ніколи не брав участи в українському політичному, громадському житті. Роль Ярого в націоналістичному русі викликає різні інтерпретації, оскільки достеменно невідомо, на кого він працював.

## Твори
- Podkarpatska-Rus (Karpathenukraine) // Die Ukraine unter Fremdherrschaft. Berlin, 1928. S. 49-52.
  - англомовна версія: Podkarpatska-Rus (Carpatho-Ukraine) // The Ukrainian Question, a peace problem. Geneva, 1928. P. 36-39
- Die ukrainische Emigration in Amerika und ihre Bedeutung für die Heimat // Nation und Staat. H. 1 (1928). S. 35-38.
- Ukraine von gestern und heute // Ukraine von gestern und heute. Berlin: Bernard & Graefe, 1933. S. 5-17.
- Ewhen Konowaletz // Ukrainischer Nationalismus. New York: Ukr. press service, 1939. S. 3-8.